# リヒャルト・コルツ

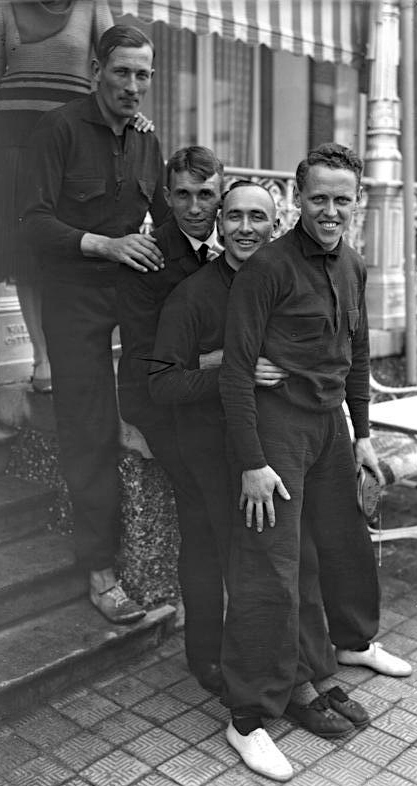
リヒャルト・コルツ（一番右）とドイツの陸上選手たち、1928年。

リヒャルト・コルツ（Richard Corts、1905年7月16日- 1974年8月7日）は、ドイツの陸上競技選手である。彼は1928年に開催されたアムステルダムオリンピックの4×100メートルリレー走で銀メダルを獲得した。

## 経歴
レムシャイトの出身。彼は短距離走の選手として、1928年アムステルダムオリンピックのドイツ代表に選出された。
コルツは100メートル走と4×100メートルリレー走の2種目に出場した。アムステルダムオリンピックの100メートル走は、33の国から76人の選手が出場して7月29日（1次予選と2次予選）、7月30日（準決勝と決勝）の日程で実施された。コルツは1次予選と2次予選を通過したものの、準決勝で敗退した。
コルツにとって2種目目となる4×100メートルリレー走には、13チームが出場して8月4日（予選）、8月5日（決勝）の日程で実施された。コルツはゲオルク・ラマーズ、フーベルト・ホーベン、ヘルムート・ケーニヒとチームを組んで走り、予選では2組の2位となって翌日の決勝に進んだ。決勝はアメリカ代表チームが当時の世界記録となる41秒0の記録で優勝し、ドイツ代表チームは0.2秒差の2位となって銀メダルを獲得することになった。
コルツのオリンピック出場は、アムステルダムオリンピックのみであった。彼は生地のレムシャイトで1974年に自殺している。

## オリンピックでの成績
| 年   | 大会                       | 場所                       | 種目                  | 結果       | 記録  |
| ---- | -------------------------- | -------------------------- | --------------------- | ---------- | ----- |
| 1928 | アムステルダムオリンピック | アムステルダム（オランダ） | 100メートル走         | 準決勝敗退 | 10秒7 |
| 1928 | アムステルダムオリンピック | アムステルダム（オランダ） | 4×100メートルリレー走 | 2位        | 41秒2 |